# Hermann von Valta
Hermann von Valta (27 de agosto de 1900-27 de noviembre de 1968) fue un deportista alemán que compitió en bobsleigh en la modalidad cuádruple. Ganó dos medallas de oro en el Campeonato Mundial de Bobsleigh, en los años 1934 y 1935.

## Palmarés internacional
| Campeonato Mundial | Campeonato Mundial           | Campeonato Mundial | Campeonato Mundial |
| Año                | Lugar                        | Medalla            | Prueba             |
| ------------------ | ---------------------------- | ------------------ | ------------------ |
| 1934               | Garmisch-Partenkirchen (RFA) | Medalla de oro     | Cuádruple          |
| 1935               | Sankt Moritz (Suiza)         | Medalla de oro     | Cuádruple          |